# Miguel González Lastiri
Miguel González Lastiri (San Francisco de Campeche, Capitanía General de Yucatán) fue un sacerdote católico, abogado y diputado en las Cortes de Cádiz.

## Semblanza biográfica
Se ordenó sacerdote y obtuvo un doctorado en Leyes. Fue síndico del Ayuntamiento de Mérida. Fue elegido diputado a las Cortes de Cádiz, tomó posesión de su puesto el 12 de marzo de 1811 y solicitó su licencia el 30 de marzo de 1812.
Durante sus escasas intervenciones se destacó por proponer la transformación de la provincia de Yucatán en un reino, su propuesta fue rechazada pues el deseo general de las Cortes era constituir un régimen centralista y liberal. Por otra parte, expuso su interés para erigir un Campeche un consulado de comercio que se rigiese bajo las mismas normas que el Consulado de Veracruz. Su propuesta fue apoyada por el obispado y los ayuntamientos de Campeche y Mérida, su objetivo era deslindarse de la Real Audiencia de México y del Consulado de México.